# نجراب
نجراب از شهرهای ولسوالی نجراب، ولایت کاپیسا است.